# زياد العليمي
زياد العليمي هو نائب سابق بمجلس الشعب المصري ووكيل مؤسسي الحزب المصري الديمقراطي الاجتماعي وعضو المكتب التنفيذي لائتلاف شباب الثورة، والمتحدث الرسمي باسم الائتلاف.
خاض انتخابات مجلس الشعب المصري 2011-2012 ضمن قوائم الكتلة المصرية، عن الدائرة الرابعة بالقاهرة، وحاز على المقعد في الجولة الأولى.
تعرض العليمي لانتقادات شديدة من قبل الرأي العام المصري في فبراير 2012 جرٌاء سبّه للمشير محمد حسين طنطاوي رئيس المجلس الأعلى للقوات المسلحة وتهكمه على الشيخ محمد حسان. فقد دشّن بعض النشطاء حملة تطالب مجلس الشعب برفع الحصانة عنه وإسقاط عضويته، كما تلقى القضاء العسكري مئات البلاغات ضده.
ونتيجة لرفضه تقديم اعتذار صريح لهما في جلسة مجلس الشعب المقامة في 19 فبراير مكتفيا بتعليق الأمر على إساءة فهم تصريحاته، قرر رئيس المجلس محمد سعد الكتاتني إحالته إلى هيئة المجلس لاتخاذ الإجراءات المناسبة حياله. ولكنه تراجع والتقى بمكتب حسان بقناة الرحمة في مساء يوم 19 فبراير مقدمًا اعتذارًا. اعتقله نظام السيسي بتهمة نشر أخبار كاذبة و تم الإفراج عنه بعفو رئاسي في يوم 24 أكتوبر 2022 .